# Hewlett Packard HP-150
Hewlett Packard HP-150 (HP-150) је професионални рачунар фирме Хјулит Пакард (Hewlett Packard) који је почео да се производи у САД током 1983. године.
Користио је Intel 8088 микропроцесорску јединицу а RAM меморија рачунара је имала капацитет од 256 KB (до 640 KB). 
Као оперативни систем кориштен је MS DOS 2.01, 2.11 и 3.2 у каснијим моделима.

## Детаљни подаци
Детаљнији подаци о рачунару HP-150 су дати у табели испод.
|                       |                                                                          |
| [ 1 ]                 |                                                                          |
| Произвођач            | Хјулит Пакард                                                            |
| Тип                   | професионални рачунар                                                    |
| Меморија              | 256 (до 640 )                                                            |
| Поријекло             | Сједињене Америчке Државе                                                |
| Година                | 1983                                                                     |
| Тастатура             | Пуни помак 107 тастера са функцијска тастера и нумеричка тастатура       |
| Процесор              | 8088                                                                     |
| Фреквенција процесора | 8                                                                        |
| RAM                   | 256 (до 640 )                                                            |
| ROM                   | непознато                                                                |
| Текст                 | 80 x 27 (25 и 26 линија су за приказ функцијских тастера и 27 за статус) |
| Графика               | 512 x 384 тачака                                                         |
| Боја                  | једна боја (зелено и црна позадина)                                      |
| Звук                  | мали звучник                                                             |
| Димензије             | 305 (ширина) x 305 (дубина) x 287 (висина) / 9,82                        |
| Портови               |                                                                          |
| Оперативни систем     |                                                                          |